# Brad Childress

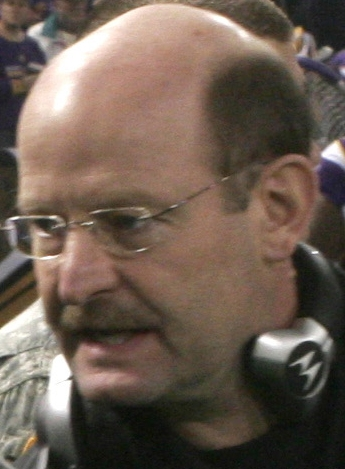
Brad Childress

Brad Childress (* 27. Juni 1956 in Aurora, Illinois) ist ein ehemaliger US-amerikanischer American-Football-Trainer, der von 1978 bis 2019 für zahlreiche College- und NFL-Teams tätig war. Er war von 2006 bis 2010 Head Coach bei den Minnesota Vikings. Zudem war er Offensive Coordinator der Philadelphia Eagles, der Cleveland Browns und der Kansas City Chiefs.

## Karriere
Bevor er bei den Minnesota Vikings anheuerte, war er vorwiegend als Trainer verschiedener Teile der Offense und als Offensive Coordinator bei diversen College- und NFL-Teams tätig. Bekannt wurde er vor allem aufgrund seiner Arbeit für die Eagles. Sein Weg führte ihn zu folgenden Teams:
- University of Illinois, Runningbacks/Wide-Receiver-Coach (1978–1984)
- Indianapolis Colts, Quarterback-Coach (1985)
- Northern Arizona University, Offensive Coordinator (1986–1989)
- University of Utah (Utah Utes), Wide-Receiver-Coach (1990)
- University of Wisconsin–Madison, Runningback-Coach, Offensive Coordinator (1991–1998)
- Philadelphia Eagles, Quarterback-Coach, Offensive Coordinator (1999–2005)

### Minnesota Vikings
Am 6. Januar 2006 wurde er offiziell zum neuen Head Coach der Minnesota Vikings ernannt. Nach der Ernennung wurde Vikings-Besitzer Zygi Wilf heftig kritisiert, da man Childress mangelnde Fachqualifikation unterstellte. Zuvor lehnte es Wilf ab, einen Personalmanager einzustellen, um ihm die Verpflichtung eines Coaches zu überlassen.
Die ersten zwei Spielzeiten verliefen ernüchternd, mit einer 6:10-Bilanz in der ersten und einer 8:8-Bilanz in der zweiten Saison wurden jeweils die Play-offs verpasst. In der Saison 2008 machte Childress es besser und schloss mit einer 10:6-Bilanz ab. Gegen seinen ehemaligen Arbeitgeber, die Philadelphia Eagles, musste er sich dort allerdings geschlagen geben. Im November 2009 wurde verlautbart, dass sein Vertrag bis 2013 verlängert wurde. Die Vikings schlossen die Saison mit 12:4-Siegen ab und erreichten abermals die Play-offs. Mit einem Sieg gegen die Dallas Cowboys gelang ihnen dabei sogar der Einzug ins NFC Championship Game. Dort scheiterten sie allerdings an den späteren Super-Bowl-Gewinnern, den New Orleans Saints.
Am 22. November 2010 wurde Childress von den Vikings gefeuert. Zuvor starteten die Vikings mit einer Bilanz von drei Siegen bei sieben Niederlagen denkbar schlecht in die Saison. In der Saison 2012 war Childress Offensive Coordinator der Cleveland Browns. Seit 2013 war er bei den Kansas City Chiefs, wo er 2016 als Offensive Coordinator tätig war und 2017 zum Assistant Head Coach aufstieg. Anschließend gab Childress im Januar 2018 bekannt, seine Trainerkarriere zu beenden. Allerdings schloss er sich im Februar 2018 als Berater für die Offense den Chicago Bears an. Zudem wurde er Head Coach bei den Atlanta Legends in der kurzlebigen Alliance of American Football, trat jedoch noch vor dem ersten Spiel zurück. In der Saison 2019 war er erneut bei den Bears als Berater tätig, bevor er sein endgültiges Karriereende erklärte.